# Lelo
Pour les articles homonymes, voir Lelo (homonymie).
Lelo est un village de la Région du Littoral du Cameroun, situé dans la commune de Ndom. 

## Population et développement
En 1967, la population de Lelo était de 110 habitants. Lors du recensement de 2005, la population de Lelo était de 54 habitants dont 31 hommes et 23 femmes.